# 関ジャニ特命捜査班7係
『関ジャニ特命捜査班7係』（かんジャニとくめいそうさはんなながかり）は、日本テレビ系列で2014年から不定期に放送されている特別番組。関ジャニ∞の冠番組である。第3回目までは『関ジャニ7』（かんジャニセブン）の番組名で放送され、2016年1月30日放送の第4回目から『関ジャニ特命捜査班7係』のタイトルに改められた。

## 内容
関ジャニ∞のメンバー7人が自ら記者となり、今話題の業界をそれぞれの観点から徹底取材する。ロケの撮れ高で放送尺が決まる。第1回は放送尺でNo.1取材記者が決まったが、第2回以降は審査員が決定することになった。

## 出演者
- 関ジャニ∞（横山裕、渋谷すばる、村上信五、丸山隆平、安田章大、錦戸亮、大倉忠義）
  - 渋谷と錦戸は放送当時のメンバー。

## 取材先

### 第1回
- 横山：日本相撲協会[2]
- 渋谷：おかみさん[2]
- 村上：力士の妻[2]
- 丸山：横綱
- 安田：行司[2]
- 錦戸：親方[2]
- 大倉：外国人力士[2]

### 第2回
- 横山：駒職人
- 渋谷：事情通
- 村上：名人
- 丸山：美人棋士
- 安田：アイドル棋士
- 錦戸：東大将棋部
- 大倉：将棋サロン

### 第3回
- 横山：大道具
- 渋谷：歌舞伎通
- 村上：小道具
- 丸山：女形役者
- 安田：人間国宝
- 錦戸：寺子屋（歌舞伎学校）
- 大倉：人気役者

### 第4回
- 横山：ジャパンアクションエンタープライズ（アクション事務所[1]）
- 渋谷：ホリプロ[1]
- 村上：ZOO JAPAN（動物プロダクション[1]）
- 丸山：劇団暁（旅劇団[1]）
- 安田：アソビシステム（オシャレ系事務所）[1]
- 錦戸：アヴァンセ（坂上忍プロデュースの子役事務所）[1]
- 大倉：青二プロダクション（声優事務所）[1]

### 第5回
- 横山：落語芸術協会
- 渋谷：人力舎
- 村上：スターレイプロダクション
- 丸山：新日本プロレス
- 安田：コパ・コーポレーション
- 錦戸：エイベックス
- 大倉：日本テレビアナウンス部

### 第6回
- 横山：青山テルマ（フリーペーパー）[3]
- 渋谷：伊達公子（カフェ）[3]
- 村上：渡辺直美（ファッションブランド）[3]
- 丸山：岡田美里（アクセサリー）
- 安田：キャシー中島（キルト教室[3]）
- 錦戸：別所哲也（映画館のオーナー[3]）
- 大倉：朝青龍（モンゴルの銀行・サーカス）[3]

## 放送日時
| 回数                  | 放送日時                     | 調査テーマ   | 審査員               | ゲスト                                 | No.1記者  |
| 関ジャニ7             | 関ジャニ7                    | 関ジャニ7    | 関ジャニ7            | 関ジャニ7                              | 関ジャニ7 |
| --------------------- | ---------------------------- | ------------ | -------------------- | -------------------------------------- | --------- |
| 第1回                 | 2014年4月14日 23:59 - 翌0:54 | 相撲         | -                    | -                                      | 安田      |
| 第2回                 | 2014年8月4日23:59 - 翌0:54   | 将棋         | 高田純次             | -                                      | 安田      |
| 第3回                 | 2014年12月29日 21:00 - 23:00 | 歌舞伎       | 笑福亭鶴瓶、小林麻耶 | 小倉智昭、本田翼                       | 丸山      |
| 関ジャニ特命捜査班7係 |                              |              |                      |                                        |           |
| 第4回                 | 2016年1月30日 19:00-20:54    | 芸能事務所   | 東野幸治             | 坂上忍、小林麻耶、三戸なつめ           | 安田      |
| 第5回                 | 2016年9月10日 19:00 - 20:54  | 芸能事務所   | 東野幸治             | ヒロミ、ぺこ、りゅうちぇる、吉田沙保里 | 安田      |
| 第6回                 | 2017年3月18日 19:00 - 20:54  | 芸能人の副業 | 東野幸治             | ヒロミ、大原櫻子、青山テルマ           | 安田      |

## スタッフ

### 第1回
- 企画・総合演出：髙橋利之
- 構成：桜井慎一、金森直哉、林田晋一、鈴木裕士
- 協力：ジャニーズ事務所、日本相撲協会
- 美術協力：日テレアート
- 技術協力：キャミックス
- ナレーター：杉上佐智枝（日テレアナウンサー）
- ディレクター：倉田敬之（錦戸）、中西裕樹（横山）、中野誠（渋谷）、田中真之（村上）、吉野真一郎（大倉）、山形和也（丸山）
- 演出：大楽和也（安田）
- プロデューサー：道坂忠久、長瀬徹、竹部歩美
- チーフプロデューサー：加藤幸二郎、田中宏史
- 制作協力：ZION
- 製作著作：日本テレビ

### 第2回
- 企画・総合演出：髙橋利之
- 構成：桜井慎一、金森直哉、林田晋一、鈴木裕士
- 協力：ジャニーズ事務所、日本将棋連盟、囲碁・将棋チャンネル
- 美術協力：日テレアート
- 技術協力：NiTRo
- ディレクター：倉田敬之（村上）、中西裕樹（大倉）、中野誠（安田）、田中真之（錦戸）、吉野真一郎（丸山）、田渕公博（横山）
- 演出：大楽和也（渋谷）
- プロデューサー：道坂忠久、長瀬徹、竹部歩美
- チーフプロデューサー：加藤幸二郎、田中宏史
- 制作協力：ZION
- 製作著作：日本テレビ

### 第3回
- 企画・総合演出：髙橋利之
- 構成：桜井慎一、金森直哉、林田晋一、鈴木裕士
- ロケ技術：キャミックス、EAT、極東電視台
- 技術協力：NiTRo
- 美術協力：日本テレビアート
- 協力：ジャニーズ事務所
- 編成：横田崇、萩野健
- ディレクター：倉田敬之（錦戸）、中西裕樹（村上）、中野誠（安田）、田渕公博（横山）、吉野真一郎（丸山）、水野格（泣き大倉）、陣崎行夫（泣き横山）、山形和也（泣き村上）
- 演出：大楽和也（渋谷）
- プロデューサー：道坂忠久、長瀬徹、竹部歩美
- チーフプロデューサー：加藤幸二郎、田中宏史
- 制作協力：ZION
- 製作著作：日本テレビ

### 第4回
- 企画・総合演出：髙橋利之
- 構成：桜井慎一、林田晋一、鈴木裕士
- ロケ技術：EAT
- 技術協力：NiTRo
- 美術協力：日本テレビアート
- 協力：ジャニーズ事務所
- ディレクター：倉田敬之（大倉）、中西裕樹（渋谷）、田中真之（安田）、中野誠（丸山）、田渕公博（村上）、吉野真一郎（横山）
- 演出：大楽和也（錦戸）
- プロデューサー：横田崇[1]、長瀬徹、竹部歩美
- チーフプロデューサー：道坂忠久、田中宏史
- 制作協力：ZION
- 製作著作：日本テレビ

### 第5回
- 企画・総合演出：髙橋利之
- 構成：桜井慎一、鈴木裕士
- 技術協力：NiTRo
- 美術協力：日本テレビアート
- 協力：ジャニーズ事務所
- AP：小川友希
- ディレクター：倉田敬之（横山）、中西裕樹（大倉）、田中真之（村上）、田渕公博（安田）、吉野真一郎（錦戸）、中山健志（渋谷）
- 演出：大楽和也（丸山）
- プロデューサー：横田崇、長瀬徹、竹部歩美
- チーフプロデューサー：道坂忠久
- 制作協力：ZION
- 製作著作：日本テレビ

### 第6回
- 企画・総合演出：髙橋利之
- 構成：桜井慎一、鈴木裕士
- ロケ技術：檀亮、才沢誠二
- 技術協力：NiTRo
- 美術協力：日本テレビアート
- 協力：ジャニーズ事務所
- ディレクター：田中真之（大倉）、田渕公博（横山）、吉野真一郎（丸山）、中山健志（渋谷）、福司龍太（錦戸）、橋本伸行（安田）
- 演出：大樂和也（村上）
- プロデューサー：横田崇、長瀬徹、竹部歩美
- チーフプロデューサー：道坂忠久
- 制作協力：ZION
- 製作著作：日本テレビ